# Ализаде, Эльчин Рафик оглы
Эльчин Ализаде (азерб. Elçin Əlizadə; род. 2 января 1986, Баку) — азербайджанский боксёр, представитель первой тяжёлой весовой категории. Выступал за сборную Азербайджана по боксу на всём протяжении 2000-х годов, серебряный призёр чемпионата мира, обладатель бронзовой медали чемпионата Европы, победитель и призёр многих турниров международного значения. Заслуженный мастер спорта Азербайджана (2011).

## Биография
Эльчин Ализаде родился 2 января 1986 года в городе Баку Азербайджанской ССР.
Первого серьёзного успеха на международном уровне добился в сезоне 2001 года, когда вошёл в состав азербайджанской национальной сборной и стал серебряным призёром домашнего чемпионата мира среди кадетов в Баку — в решающем финальном поединке уступил представителю Украины Исмаилу Силлаху.
В 2002 году одержал победу на кадетском европейском первенстве во Львове и получил бронзу на кадетском мировом первенстве в Кечкемете.
В 2003 году выиграл бронзовые медали на чемпионате Европы среди кадетов в Каунасе и на чемпионате мира среди кадетов в Бухаресте.
На юниорском чемпионате мира 2004 года в Южной Корее дошёл до стадии полуфиналов и тем самым завоевал награду бронзового достоинства. Выступил на юниорском международном турнире «Сталинградская битва» в Волгограде, где так же стал бронзовым призёром — в полуфинале проиграл россиянину Евгению Романову.
Начиная с 2005 года боксировал на взрослом уровне, в частности успешно выступил на чемпионате мира в Мяньяне, где завоевал серебряную медаль в зачёте первой тяжёлой весовой категории — в финале уступил российскому боксёру Александру Алексееву. Успешно выступил на Кубке мира в Москве.
В 2006 году победил на Кубке Анвара Чоудри, стал бронзовым призёром чемпионата Европы в Пловдиве, выступил на домашнем Кубке мира в Баку.
В 2007 году одолел всех соперников на международном турнире «Великий шёлковый путь» в Баку, взял серебро на Мемориале Макара Мазая в Мариуполе, принял участие в мировом первенстве в Чикаго, где на стадии четвертьфиналов первого тяжёлого веса потерпел поражение от россиянина Рахима Чахкиева.
На чемпионате Азербайджана 2008 года в Баку завоевал золотую медаль в категории до 91 кг. Пытался пройти отбор на летние Олимпийские игры в Пекине, но на европейских олимпийских квалификациях в Пескаре и Афинах был остановлен украинцем Александром Усиком и сербом Милорадом Гайовичем соответственно. Боксировал также на европейском первенстве в Ливерпуле, победил на чемпионате CISM в Баку. Выступил на Кубке мира в Москве, где в четвертьфинале вновь проиграл Александру Усику.
В 2009 году вновь победил в зачёте азербайджанского национального первенства, выиграл турнир «Великий шёлковый путь», получил бронзу на Мемориале Макара Мазая, отметился выступлением на чемпионате мира в Милане — потерпел здесь поражение в 1/16 финала от представителя России Егора Мехонцева.
Последний раз показал сколько-нибудь значимый результат на международной арене в сезоне 2010 года, когда принял участие в командном международном турнире в Астане и в рамках матчевой встречи со сборной Узбекистана досрочно проиграл узбеку Мирзохиду Абдуллаеву.
За выдающиеся спортивные достижения удостоен почётного звания «Заслуженный мастер спорта Азербайджана» (2011).